# أوستن (تكساس)
أوستن (بالإنجليزية: Austin)‏ هي عاصمة ولاية تكساس الأمريكية ومقر مقاطعة ترافيس، وتمتد أجزاء منها إلى مقاطعتي هايز وويليامسون. ترتيبها الحادي عشر بين أكبر مدن سكانا في الولايات المتحدة والرابعة في ولاية تكساس. وهي أسرع المدن الكبيرة نموا في الولايات المتحدة وثاني أكبر عاصمة ولاية من حيث السكان بعد فينيكس، أريزونا. ووفقا لتقديرات مكتب تعداد الولايات المتحدة في 1 يوليو 2016، بلغ عدد سكان أوستن 947,890 نسمة. تقع المدينة في وسط تكساس في سفوح منطقة تكساس هيل كانتري، وبها العديد من البحيرات والأنهار والممرات المائية بما في ذلك بحيرة ليدي بيرد، بارتون سبرينغز، مكيني فولز، نهر كولورادو، بحيرة ترافيس، وبحيرة والتر إي لونغ. وهي مركز ثقافي واقتصادي لمنطقة أوستن الكبرى، التي قدر عدد سكانها بنحو 2,056,405 نسمة في 1 يوليو 2016.
بدأ الرواد باستيطان المنطقة في منطقة وسط أوستن على طول نهر كولورادو في عقد 1830. في عام 1839، تم اختيار الموقع رسميا ليحل محل مدينة هيوستن كعاصمة جديدة لجمهورية تكساس وتم إدراجها تحت اسم واترلو. وتم تغيير الاسم بعد ذلك بوقت قصير إلى أوستن تكريما لستيفن أوستن، «والد تكساس» وأول وزير خارجية للجمهورية. نمت المدينة في طوال القرن التاسع عشر، وأصبحت مركزا للحكومة والتعليم مع بناء كابيتول ولاية تكساس وجامعة تكساس في أوستن. خفت النمو بسبب الكساد الكبير، ثم استأنفت أوستن تطورها إلى مدينة كبرى، وبرز بحلول الثمانينات كمركز للتكنولوجيا والأعمال. وهناك عدد من شركات فورتشين 500 لديها مقر أو مكاتب إقليمية في أوستن، بما في ذلك موقع أمازون دوت كوم، شركة أبل، سيسكو، إيباي، جوجل، آي بي إم، إنتل، شركة أوراكل، باي بال، تكساس إنسترومنتس، ثري إم، وسوق الأغذية الكاملة. يقع المقر الرئيسي لشركة ديل العالمي في مدينة راوند روك القريبة، وهي ضاحية في أوستن.
يشمل سكان أوستن خليطا متنوعا من الموظفين الحكوميين وطلاب الجامعات والموسيقيين والعاملين في مجال التكنولوجيا الفائقة والعمال ومجتمع المثليين. ويصفها الشعار الرسمي باسم «عاصمة الموسيقى الحية في العالم»، في إشارة إلى عديد الموسيقيين وأماكن الموسيقى الحية داخل المدينة، فضلا عن سلسلة تلفزيون بي بي إس بعنوان أوستن سيتي ليميتس. واعتمدت المدينة أيضا لقب «تلال السيليكون» في التسعينات بسبب التدفق السريع لشركات التكنولوجيا والتنمية. في السنوات الأخيرة، اعتمد بعض أهل أوستن أيضا شعارا غير رسمي هو «أبقوا أوستن غريبة»،  والذي يشير إلى الرغبة في حماية الشركات الصغيرة والفريدة والمحلية من أن تجرفها الشركات الكبيرة. في أواخر القرن التاسع عشر، كانت أوستن تعرف باسم «مدينة التاج البنفسجي» بسبب الوهج الملون التي يظهر عبر التلال بعد غروب الشمس مباشرة. وحتى اليوم، تستخدم عدة شركات هذا المصطلح في أسمائها التجارية. وتعرف أوستن بأنها «مدينة نظيفة» لقراراتها الصارمة المتعلقة بعدم التدخين والتي تنطبق على جميع الأماكن العامة والمباني، بما في ذلك المطاعم والحانات. يضعها مكتب التحقيقات الفيدرالي في المرتبة الثانية من ناحية الأمان بين المدن الكبرى في الولايات المتحدة لعام 2012. وقد وصفتها وكالة يو إس نيوز آند وورد ريبورت بأنها أفضل مكان للعيش في الولايات المتحدة في عام 2017.

## التاريخ
الأميركيين الأصليين هم من سكنوا المنطقة التي هي الآن أوستن قبل وصول المستوطنين الأوروبيين، تأسست أوستن باسم قرية واترلو عام 1837. وقد تم اختيار واترلو لتصبح عاصمة جمهورية تكساس في عام 1839. في ذلك الوقت تم تغير اسمها إلى أوستن تكريما ل ستيفن أوستن، «الملقب بأبي تكساس». أما الآثار الموجودة في المنطقة تعود لحوالي 11,000 عام قبل الميلاد. قبل وصول المستوطنين الأوروبيين كان يعيش في المنطقة قبائل متنوعة من قبائل الأمريكيين الأصليين

### البعثات الإسبانية في ولاية تكساس
كانت أول المستوطنين الأوروبيين في أوستن مجموعة من الرهبان الأسبان الذين وصلوا من شرق تكساس في يوليو تموز 1730. أسسوا ثلاث بعثات مؤقتة، لا بوريسيما كونسبسيون، سان فرانسيسكو دي لوس نيتشوس وسان خوسيه دي لوس نازونيس، على موقع من نهر كولورادو، بالقرب من الينابيع بارتون. .أول مستوطنة دائمة موثقة في المنطقة يعود إلى 1837 عندما تأسست قرية واترلو قرب التقاء نهر كولورادو والسرب كريك.

### عاصمة جمهورية جديدة
أثناء الجمهورية الجديدة كانت عاصمة تنتقل من مدينة إلى مدينة ما لا يقل عن خمسة مواقع تكساس كانت العواصم مؤقت للجمهورية الجديدة ومنها (واشنطن أون ذي برازوس، هاريسبورغ، غالفستون، فيلاسكو وكولومبيا)، قبل أن انتقل الرئيس سام هيوستن العاصمة إلى هيوستن في عام 1837.
بعد وقت قصير من انتخاب الرئيس ميرابو باء لامار، عين الكونغرس تكساس لجنة لاختيار الموقع لتحديد موقع الأمثل لرأس المال دائمة. اختاروا موقع على الحدود الغربية، بعد النظر إليه بناء على تعليمات من الرئيس لامار، الذي زار المنطقة في عام 1838 استقر قليلة، وكان لامار من دعاة التوسع غربا. أعجب بجمالها، والموارد الطبيعية الوفيرة، وعد كمركز اقتصادي، وموقع مركزي في منطقة تكساس، اشترت الهيئة 7,735 فدانا (3,130 هكتار) على طول نهر كولورادو تضم قرية واترلو والأراضي المجاورة.
عينت الكونغرس تكساس اسم أوستن اسم للمدينة جديدة نسبة إلى ستيفن أوستن (أبي تكساس)، بعد شراؤها الجمهورية عدة مئات فدان لإنشاء المدينة، والتي سميت لامار ذلك تكريما ل ستيفن أوستن في مارس 1839 . ويشرف اسم المدينة الأصلي من قبل الشركات المحلية مثل واترلو بيت الجليد والسجلات واترلو، وكذلك اترلو بارك في وسط المدينة.
في كانون الثاني من عام 1839 بلغ عدد سكان البلدة 839. خلال عهد جمهورية تكساس، وأرسلت فرنسا ألفونس دي دوبوا إلى أوستن كما القائم باعمالها. اشترى دوبوا 22 فدانا (8.9 هكتار) من الأراضي في عام 1840 على تلة عالية إلى الشرق من وسط المدينة لبناء بؤرة الدبلوماسية. أيضا في عام 1839، قامت الكونغرس تكساس بتعيين 40 فدان (16 هكتار) من الأراضي إلى الشمال من العاصمة ووسط ل «الجامعة من الدرجة الأولى.» أصبحت هذه الأرض الحرم الجامعي الرئيسي لل جامعة تكساس في أوستن في عام 1883 .

### الاضطرابات السياسية وضم تكساس
أوستن ازدهرت في البداية ولكن في عام 1842. خلفا لامار رئيس جمهورية تكساس وسام هيوستن، وأمر نقل المحفوظات الوطنية إلى هيوستن لحفظها بعد أن أسر القوات المكسيكية سان انطونيو في التاريخ 5 مارس 1842 . واقتناعا بأن إزالة الدبلوماسية والمالية وأراضي الجمهورية، والخدمة العسكرية كان المحاضر بمثابة اختيار عاصمة جديدة، ورفض التخلي عن المحفوظات أوستنيتس. انتقل هيوستن الحكومة على أي حال، أول من هيوستن ثم إلى واشنطن أون ذي برازوس، التي ظلت مقر الحكومة حتى 1845. محفوظات بقيت في أوستن. عندما أرسلت هيوستن فرقة من رجال مسلحين للاستيلاء على سجلات دائرة الأراضي العامة في ديسمبر 1842، كانت أحبطت من قبل المواطنين من أوستن ومقاطعة ترافيس في حادث المعروفة باسم حرب الأرشيف تكساس بين 1842 و 1845 انخفض عدد سكانها أقل من 200 وتدهور مبانيها.
خلال صيف عام 1845، دعا أنسون جونز، خلفا هيوستن لمنصب رئيس الجمهورية، اجتماع مؤتمر دستوري في أوستن، وافق على ضم تكساس إلى الولايات المتحدة ويدعى أوستن عاصمة الولاية حتى عام 1850، في الوقت الذي كانت الناخبين من ولاية تكساس للتعبير عن تفضيلها في الانتخابات العامة. بعد استئناف دورها باعتبارها مقر الحكومة في عام 1845، أصبح رسميا أوستن عاصمة الولاية في 19 فبراير 1846 .
أصبحت أوستن كمدينة وعاصمة ولاية تكساس الأمريكية الجديدة حتى عام 1872، عندما سادت المدينة في الانتخابات على مستوى الولاية للاختيار مرة واحدة وإلى الأبد عاصمة الولاية تكساس..........

### الولاية والحرب الأهلية الأميركية
دخلت المدينة فترة من النمو المتسارع المتتالية منذ انتصارها الحاسم في انتخابات 1850 إلى تحديد موقع عاصمة الولاية على مدى السنوات العشرين المقبلة. لأول مرة شيدت الحكومة المباني الدائمة، من بينها العاصمة الجديدة على رأس شارع الكونغرس، الذي أنجز في عام 1853، وقصر الحاكم، الذي أنجز في 1856. التجمعات من المعمدانيين، الأسقفية، الميثودية، المشيخية، والكاثوليك كنيسة اقيمت المباني الدائمة، والنخبة في المدينة بنيت القصور الأنيقة النهضة اليونانية.
في عام 1861بينما تم تصويت بأغلبية ساحقة على الانفصال تكساس من الاتحاد والانضمام إلى الكونفدرالية، كان مقاطعة ترافيس واحدة من عدد قليل من المقاطعات في ولاية بالتصويت ضد قانون الانفصال (704-450). ومع ذلك، تضاءل الشعور الوحدوي عندما بدأت الحرب. شهدت أوستن نقص حاد في البضائع، وتصاعد التضخم، وهلاك الكثير من الرجال في القتال في نهاية الحرب الأهلية.

### ظهور مركزا سياسيا والتعليمية
في 25 ديسمبر 1871، فتحت هيوستن وتكساس الوسطى عهدا جديدا مع مجيء لسكك الحديدية، أولا اتصال السكك الحديدية أوستن. قبل أن تصبح في أقصى غرب محطة السكك الحديدية في ولاية تكساس ومدينة السكك الحديدية فقط لعشرات الأميال في معظم الاتجاهات، وتحولت أوستن في مركز تجاري لمنطقة واسعة. ازدهر البناء والسكان بأكثر من الضعف خلال خمس سنوات إلى 10,363 نسمه. أعطى العديد من القادمين الجدد من المواطنين المولودين في الخارج أوستن طابعا أكثر غير المتجانسة. ب 1875 كان هناك 757 نسمة من ألمانيا، 297 من المكسيك، 215 من ايرلندا، و 138 من السويد . لأول مرة أخذ المجتمع المكسيكية الأمريكية الجذرية في أوستن، في حي بالقرب من مصب خور السرب . كانت يرافق هذه التحسينات تغييرات جذرية المدنية، من بينها مصابيح الشارع الغاز في عام 1874، وهو أول خط ترام في عام 1875، وأول جسر علوي عبر نهر كولورادو حوالي 1876. على الرغم من أن خط السكة الحديد الثاني، وصلت اوستن في عام 1876، وتحولت ثروات البلدة نحو الانخفاض بعد 1875 كما اجتاز خطوط السكك الحديدية الجديدة المنطقة التجارية أوستن وتحويل جزء كبير من تجارتها إلى مدن أخرى . في عامين 1875-1880 زاد عدد سكان المدينة فقط 650 نسمة إلى 11,013 . تلاشى التوقعات أوستن للتنافس غيرها من مدن ولاية تكساس للقيادة الاقتصادية.
ومع ذلك، عزز أوستن مكانتها باعتبارها مركزا سياسيا خلال عام 1870، بعدما سادت المدينة في الانتخابات على مستوى الولاية 1872 لتسوية مسألة عاصمة الولاية مرة واحدة وإلى الأبد. بعد ثلاث سنوات استغرق تكساس الخطوات الأولى نحو بناء تكساس ستيت كابيتول الجديدة التي بلغت ذروتها في عام 1888. بعد أن دمر حريق سابقتها في عام 1881، تم عقد مسابقة تصميم على مستوى الأمة لتحديد من الذي ستبني مبنى الكابيتول الحالية. المهندس إيليا هاء مايرز، الذي بنى كابيتول ميتشيغان وكولورادو، وفاز مع طراز عصر النهضة. ومع ذلك عقد البناء تصل لأكثر من عامين والنقاش حول ما إذا كان ينبغي أن يبنى الخارج من الجرانيت أو الحجر الجيري. وتقرر في نهاية المطاف أنه ستبنى من «غروب الشمس الحمراء» من الجرانيت شلالات رخام . بتمويل من مزرعة كسيت الشهيرة، لا يزال المبنى جزء من أفق أوستن. عاصمة الولاية هي أصغر من الكابيتول الولايات المتحدة في مجموع لقطات مربع الإجمالي، ولكن هو في الواقع 15 قدما (4.6 متر) أطول من نظيره واشنطن العاصمة.
في آخر انتخابات على مستوى الولاية في عام 1881 مهدت الطريق لأوستن لتصبح مركزا التعليمية والثقافية، عندما تم اختيارها كموقع لجامعة ولاية جديدة في انتخابات تشهد تنافسا شديدا . دستور الدولة الذي اعتمد في عام 1876 كلفت أن تكساس تأسيس «الجامعة من الدرجة الأولى» أن يكون موجودا بتصويت من الشعب وعلى غرار جامعة تكساس . في يوم 6 سبتمبر 1881، تم اختيار أوستن لموقع الجامعة الرئيسي وغالفستون لموقع القسم الطبي . في عام 1882 بدأ البناء في الحرم الجامعي أوستن مع وضع حجر الأساس للمبنى الرئيسي .

### خطة 1928
وبحلول السنوات الأولى من القرن 20، احتلت الأمريكيين من أصل أفريقي المستوطنات في مناطق مختلفة من مدينة أوستن .
في حين مساكن السود منتشرة على نطاق واسع قد تم في جميع أنحاء المدينة في عام 1880، بحلول عام 1930 كانت تتركز بشكل كبير في شرق أوستن، وهي عملية بتشجيع من خطة مدينة عام 1928، والتي أوصت بأن الشرق أوستن يتم اختيار أحد «حي الزنوج». تنفيذ الخطة المسؤولين في المدينة بنجاح، وكانت معظم السود الذين كانوا يعيشون في النصف الغربي من المدينة «نقل» العودة إلى أراضي المزارع السابق، على الجانب الآخر من شارع الشرقية (الآن الطريق السريع 35). وقدمت الخدمات البلدية مثل المدارس والمجاري، والحدائق العامة المتاحة للسود في الشرق أوستن فقط .

### النمو خلال فترة الكساد العظيم
وخلال أوائل ومنتصف 1930، شهدت مدينة أوستن الآثار القاسية من الكساد العظيم. ومع ذلك كان أداء جيدا نسبيا للبلدة . في حلول عام 1936 قدمت إدارة الأشغال العامة مدينة أوستن مع مزيد من التمويل لمشاريع البناء البلدية من أي مدينة الأخرى في تكساس خلال نفس الفترة . تضاعف تقريبا الالتحاق به خلال العقد وقام برنامج البناء الضخمة . بالإضافة إلى ذلك، افتتح مطار روبرت مولر البلدية أبوابها لحركة النقل الجوي التجاري في عام 1930.
بعد أكثر من ثلاثة عقود انهار السد أوستن الأصلي، وقع حاكم ميريام ألف «ما» فيرغسون مشروع القانون الذي أنشأ هيئة نهر كولورادو السفلى (LCRA). على غرار هيئة وادي تينيسي، و LCRA هو المنفعة العامة غير الربحية المشاركة في إدارة الموارد على طول البحيرات والمرتفعات نهر كولورادو. السد أوستن القديمة، وإعادة بنائها جزئيا تحت عمدة ولدريدج ولكن لم تنته بسبب الأضرار الناجمة عن الفيضانات في عام 1915، تم الانتهاء أخيرا في عام 1940 وسميت السد توم ميلر. امتدت بحيرة أوستن واحد وعشرين كيلومتر وراء ذلك. فقط عكس مجرى النهر تم الانتهاء من السد مانسفيلد أكبر بكثير في عام 1941 ليحجز بحيرة ترافيس . السدين، بالتزامن مع السدود الأخرى في منظومة السلطة نهر كولورادو السفلى، حقق فوائد عظيمة لأوستن: قوة الكهرومائية الرخيصة، ونهاية الفيضانات التي في عام 1935 وكان في مناسبات سابقة اجتاحت المدينة، وإمدادات وفيرة من المياه

## جغرافيا
تقع مدينة أوستن في وسط ولاية تكساس على طول جرف بالكونز شمال غرب هيوستن، هي تبعد حوالي 230 كيلومتر من المكسيك وأقل من 200 كيلومتر من 3 من أكبر 10 مدن في الولايات المتحدة (192 كيلومتر من دالاس إلى شمالها، 79 كيلومتر من سان انطونيو إلى جنوبها، و 162 كيلومتر من هيوستن إلى جنوب شرق البلاد). ارتفاع لها يختلف من 425 قدم (130 م) إلى ما يقرب من 1,000 قدم (305 متر) فوق مستوى سطح البحر . اعتبارا من عام 2010، المدينة تحتل مساحة إجمالية قدرها 271.8 كيلومتر. ما يقرب من 6.9 متر مربع ميلا من هذا المجال هو الماء.

## المناخ
تقع مدينة أوستن في مناخ شبه استوائي رطب مع صيف حار وشتاء معتدل نسبيا. درجات الحرارة في النهار في فصل الصيف حار، مع أعلى المستويات في المتوسط أكثر من 95 درجة فهرنهايت (35 درجة مئوية) خلال شهري يوليو وأغسطس. . في كثير من الأحيان يذهب أكثر من 100 درجة فهرنهايت خلال فصل الصيف. درجات الحرارة في فصل الشتاء في المتوسط حوالي 42 °F (5-6 درجة مئوية)، ولكن عادة ما تكون هناك بعض فترات قصيرة في فصل الشتاء حيث تنخفض درجات الحرارة دون الصفر. نادرا ما يثلج في أوستن. وتوزع هطول بالتساوي على مدار السنة مع أثقل الأمطار في مايو وسبتمبر. يبلغ متوسط هطول الأمطار السنوي حوالي 34 بوصة. يكون جو مدينة أوستن مشمس 300 يوم سنويا.

## السكان
وفقا لتعداد عام 2010، تكوين العنصري في أوستن هي:
الأبيض: 68.3٪ (غير اللاتينيين البيض: 48.7٪)
إسباني أو لاتيني: 35.1٪ (29.1٪ المكسيكية، و 0.5٪ بورتوريكو، 0.4٪ الكوبية، 5.1٪ أخرى)
الأمريكيين من اصل افريقى: 8.1٪
آسيا: 6.3٪ (1.9٪ الهندية، الصينية 1.5٪، 1.0٪ الفيتنامية والكورية بنسبة 0.7٪، 0.3٪ الفلبينية، اليابانية 0.2٪، 0.8٪ أخرى)
الهنود الأميركيين: 0.9٪
هاواي وغيرها من جزر المحيط الهادئ الأم: 0.1٪
الاخرون: 3.4٪
اعتبارا من تعداد 2000، كان هناك 656562 شخص، 265649 أسرة، و 141590 أسرات يقيم في المدينة (مقاربا من حيث الحجم إلى سان فرانسيسكو، ليدز ، المملكة المتحدة ، وأوتاوا). كانت الكثافة السكانية 2,610.4 نسمة لكل ميل مربع (1,007.9 / كم ²). كان هناك 276842 وحدة سكنية بمتوسط كثافة 1,100.7 لكل ميل مربع (425.0/km ²). يوجد في أوستن 265648 منازل
كان الدخل وسيطة لمنزل في المدينة $ 42,689، والدخل وسيطة لأسرة $ 54,091 . ذكور تلقوا دخل وسيطة من $ 35,545 مقابل 30,046 $ للإناث . كان دخل الفرد للمدينة 24,163 $ . كان حوالي 9.1 ٪ من أسرات و 14.4 ٪ من السكان تحت خط الفقر ، بما في ذلك 16.5 ٪ من الذين تقل أعمارهم عن 18 و 8.7 ٪ من الذين أعمارهم 65 سنة أو أكثر . كان متوسط سعر المنزل 185906 $ في عام 2009، وأنه قد زاد في كل عام منذ عام 2004.
| سنة  | السكان |
| ---- | ------ |
| 1850 | 629    |
| 1860 | 3494   |
| 1870 | 4428   |
| 1880 | 11013  |
| 1890 | 14575  |
| 1900 | 22258  |
| 1910 | 29860  |
| 1920 | 34876  |
| 1930 | 53120  |
| 1940 | 87930  |
| 1950 | 132459 |
| 1960 | 186545 |
| 1970 | 251808 |
| 1980 | 345496 |
| 1990 | 472020 |
| 2000 | 656562 |
| 2010 | 790390 |
| 2012 | 842592 |

## الاقتصاد
في عام 2010 كان الناتج المحلي الإجمالي 86 مليار دولار، يعتبر مدينة أوستن مركزا رئيسيا للتكنولوجيا الفائقة . الآلاف من الخريجين كل سنة من برامج الهندسة وعلوم الكمبيوتر في جامعة تكساس في أوستن توفر مصدر ثابت للموظفين التي تساعد على تغذية قطاعات التكنولوجيا وصناعة الدفاع أوستن . وقد أدى النمو السريع في المنطقة فوربس لترتيب أوستن منطقة العاصمة رقم واحد بين كل المدن الكبرى للوظائف لعام 2012 في استطلاع اجتماعهم السنوي ووول ستريت جورنال اف لترتيب المنطقة رقم واحد بالنسبة للشركات المتنامية. بحلول عام 2013، أوستن في المرتبة رقم 14 على قائمة فوربس لأفضل الأماكن لرجال الأعمال والوظائف (مباشرة أدناه دالاس، رقم 13 على لائحة). شركات التكنولوجيا الفائقة التي لها عمليات في أوستن تشمل 3M ، والأمازون ، وأبل ، وهيوليت باكارد ، وجوجل، كوالكوم ، وشركة AMD ، مواد التطبيقية، سيروس المنطق ، ARM القابضة، وشركة سيسكو سيستمز ، الفنون الإلكترونية ، فليكسترونيكس ، الفيسبوك ، باي / باي بال ، بايو وير ، بليزارد الترفيه، هوفر ، شركة إنتل ، الصكوك الوطنية ، راك سبيس ، الجاموس التكنولوجيا، معامل السيليكون ، وزيروكس ، وأوراكل، محفوطة ، مجموعة سامسونغ ، والأجهزة المتحدة. في عام 2010، قبلت الفيسبوك منحة لبناء المكاتب في وسط المدينة التي يمكن أن تجلب ما يصل إلى 200 وظيفة في المدينة.

## التعليم
أكد الباحثون في جامعة ولاية كونيكتيكت أن مدينة أوستن في مرتبة 16 في الولايات المتحدة لعام 2008 من حيث الأكثر القراءة والكتابة
أكثر من 43 في المئة من سكان أوستن سن 25 وأكثر من يحملون درجة البكالوريوس، في حين أن 16 في المئة حاصلا على شهادة الدراسات العليا. اعتبارا من عام 2009، أصبحت مدينة أوستن في المرتبة الثامنة بين المناطق الحضرية في الولايات المتحدة في حصول على درجة البكالوريوس مع تحقيق ما يقارب من 39 في المئة من سكان المنطقة أكثر من 25 يحملون درجة البكالوريوس.

### التعليم العالي
تمتلك مدينة أوستن جامعة تكساس التي تعتبر من أقوى الجامعات في العالم حيث يدرس فيه 141,134 طالبا
و أيضا تمتلك أوستن الكثير من مؤسسات التعليم العالي ومنها:
- جامعة سانت إدوارد
- أوستن كلية المجتمع
- جامعة كونكورديا
- الجامعة هيوستن - تيلوتسون
- المدرسة من الجنوب الغربي
- مدرسة أكتون في إدارة الأعمال
- كلية أوستن الدراسات العليا في اللاهوت
- معهد الفنون في أوستن

## مطارات
مطار أوستن هو اوستن بيرجستروم مطار (ابيا) ويقع 5 أميال (8 كلم) جنوب شرق المدينة

## المدن الشقيقة
| - أديلايد، أستراليا - منذ عام 1983 - أنجيرز، فرنسا - منذ عام 2011 - تاي شانغ تايوان (جمهورية الصين) - منذ عام 1986 - ماسيرو، ليسوتو - منذ عام 1978 - أورلو، نيجيريا - منذ عام 2000 | - سالتيو، كواهويلا، المكسيك - منذ عام 1968 - سانتو أنجيلو، البرازيل - منذ عام 2002 - بورتو أليغري، البرازيل - منذ عام 2002 - أنطاليا، تركيا - منذ عام 2009 - كوبلنس، ألمانيا - منذ عام 1991 | - ليما، بيرو - منذ عام 1981 - أويتا، أويتا، اليابان - منذ عام 1990 - Gwangmyeong، جيونجي، كوريا الجنوبية - منذ عام 2001 - شيشوانغباننا، ويوننان، جمهورية الصين الشعبية - منذ عام1997 - هاكني - شرق لندن- المملكة المتحدة - منذ فبراير 2014 |

## معرض صور

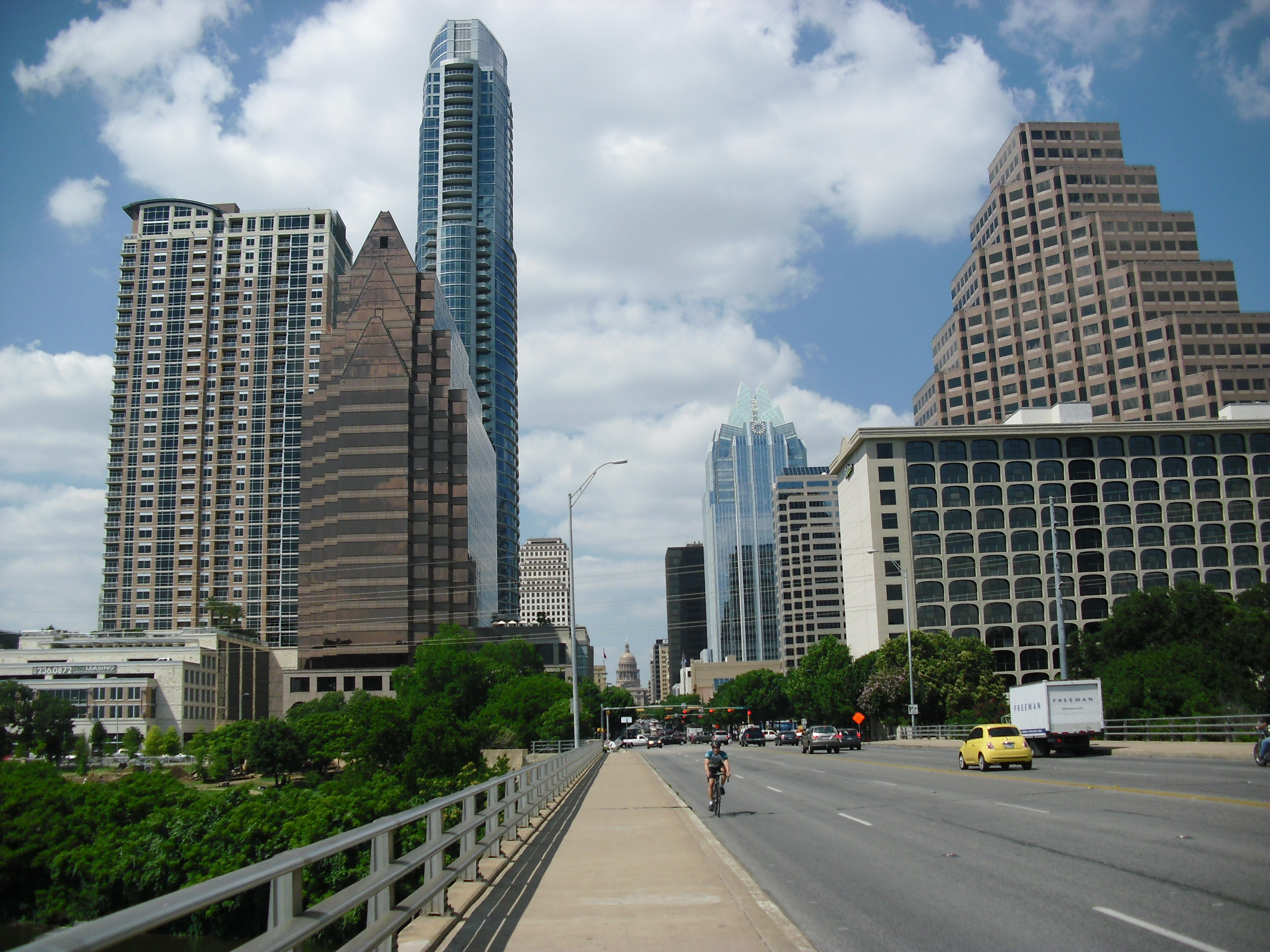
وسط المدينة
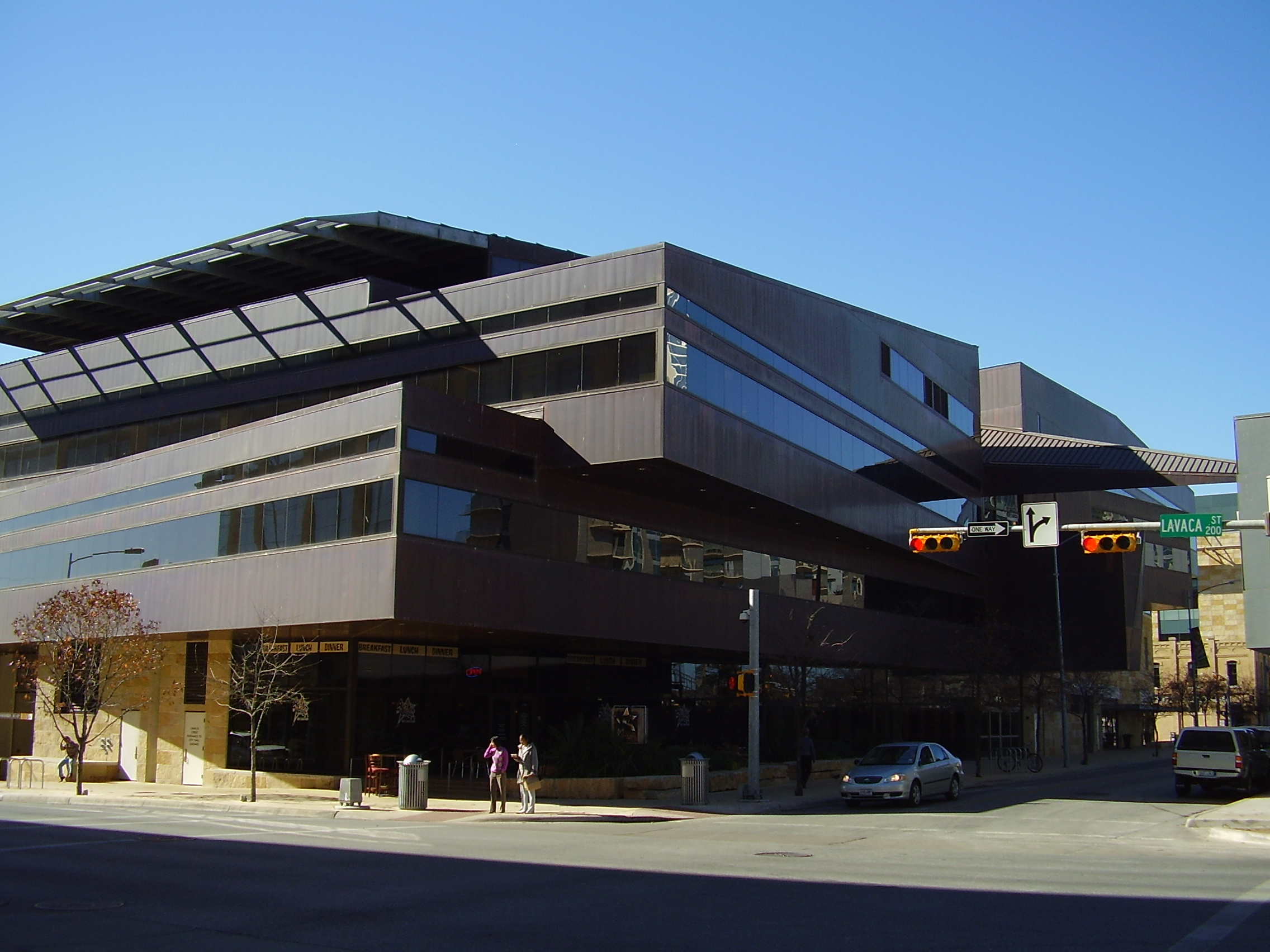
مجلس مدينة أوستن
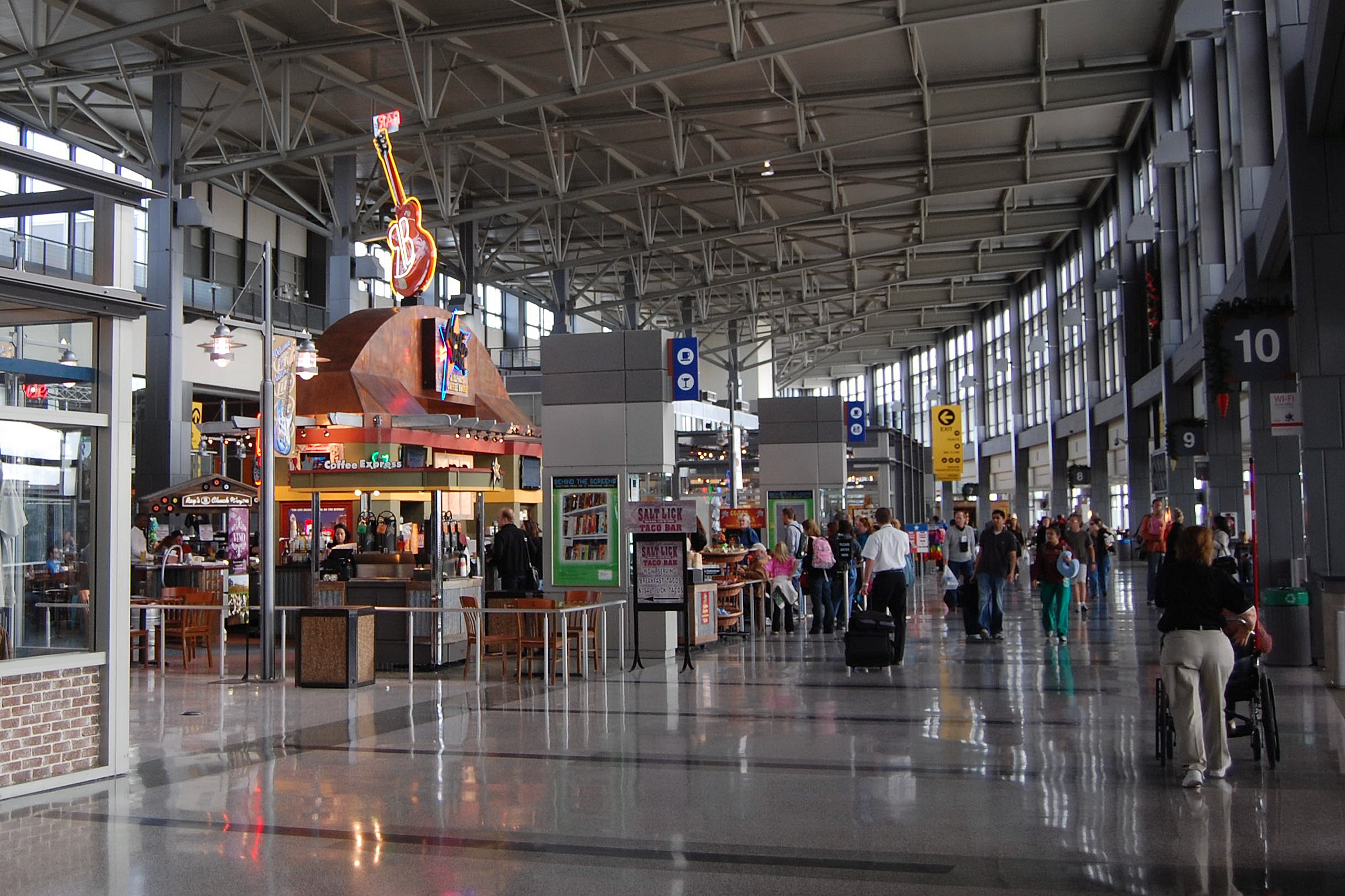
من داخل مطار أوستن برغستروم الدولي
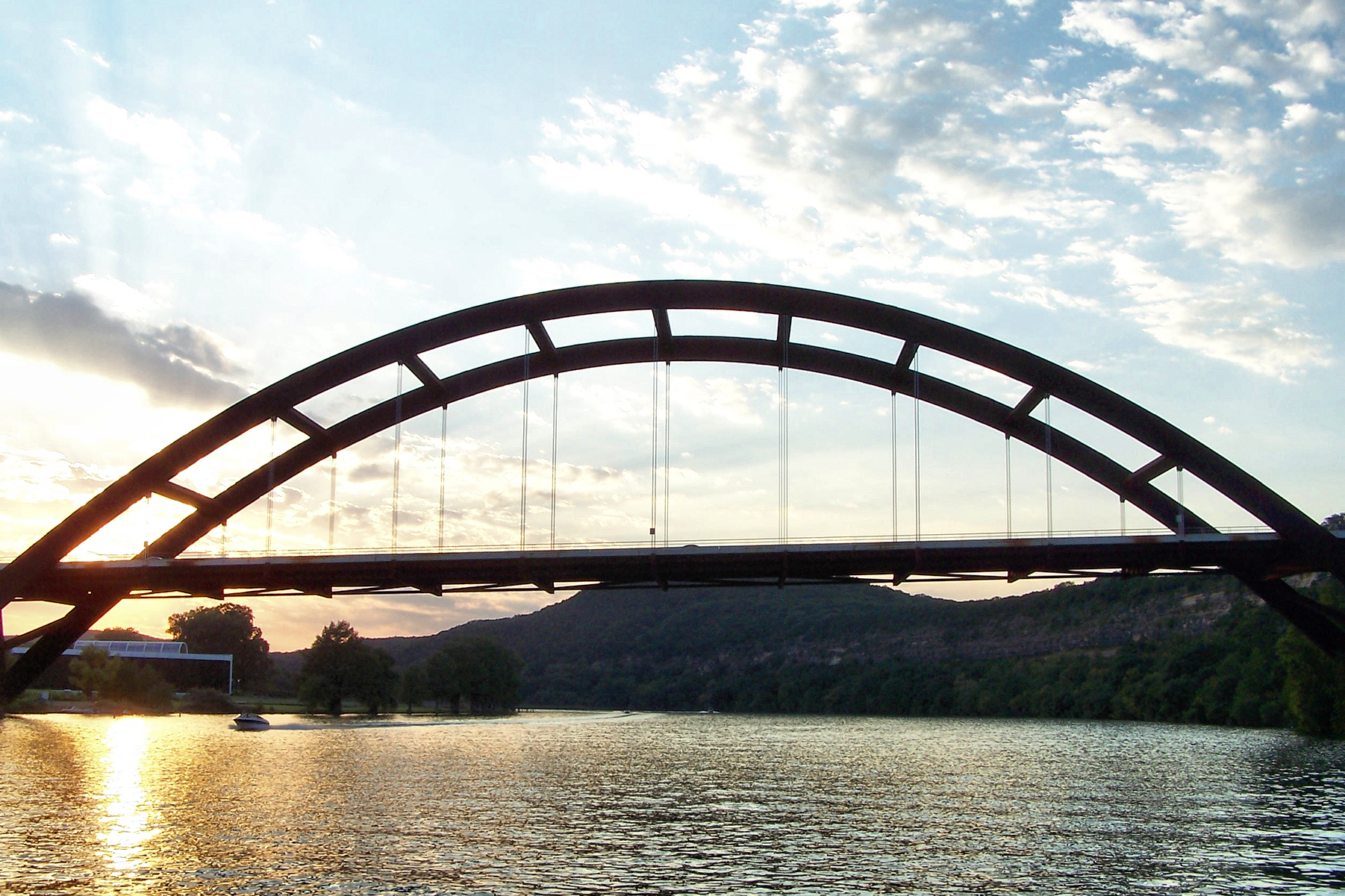
جسر بيني باكر (Pennybacker)
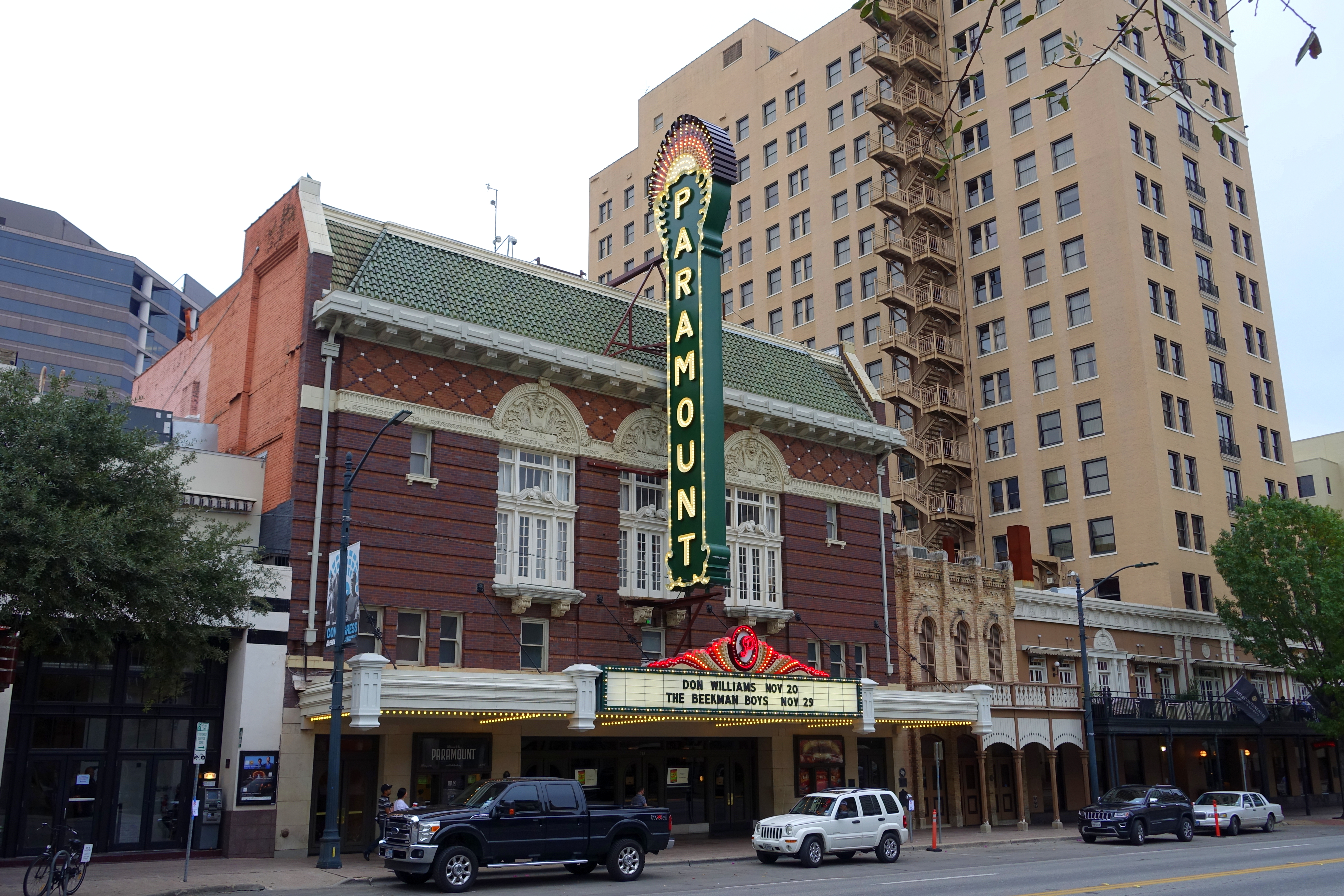
مسرح وسينما بارامونت
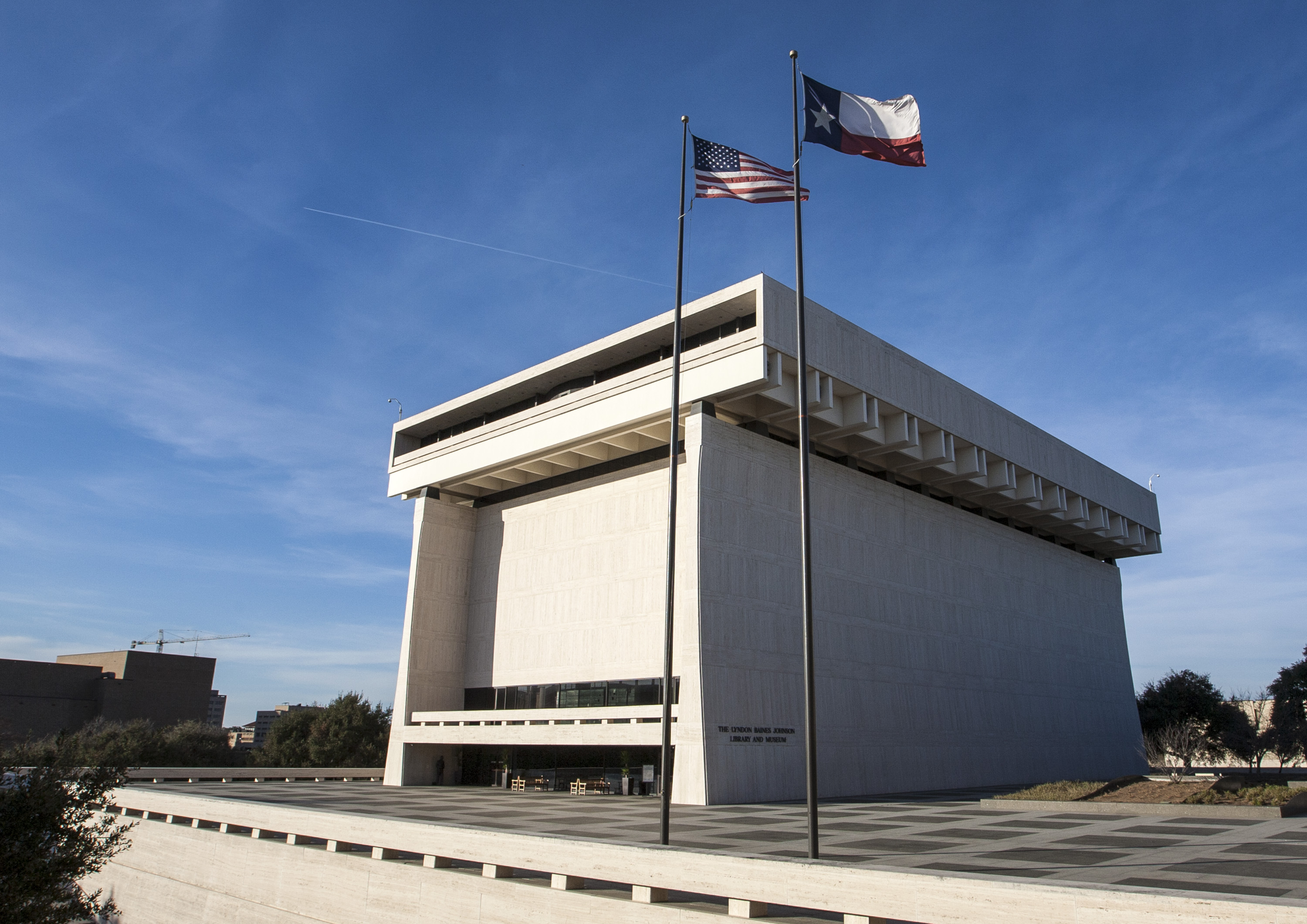
مكتبة ليندون بينز جونسون الرئاسية في جامعة تكساس
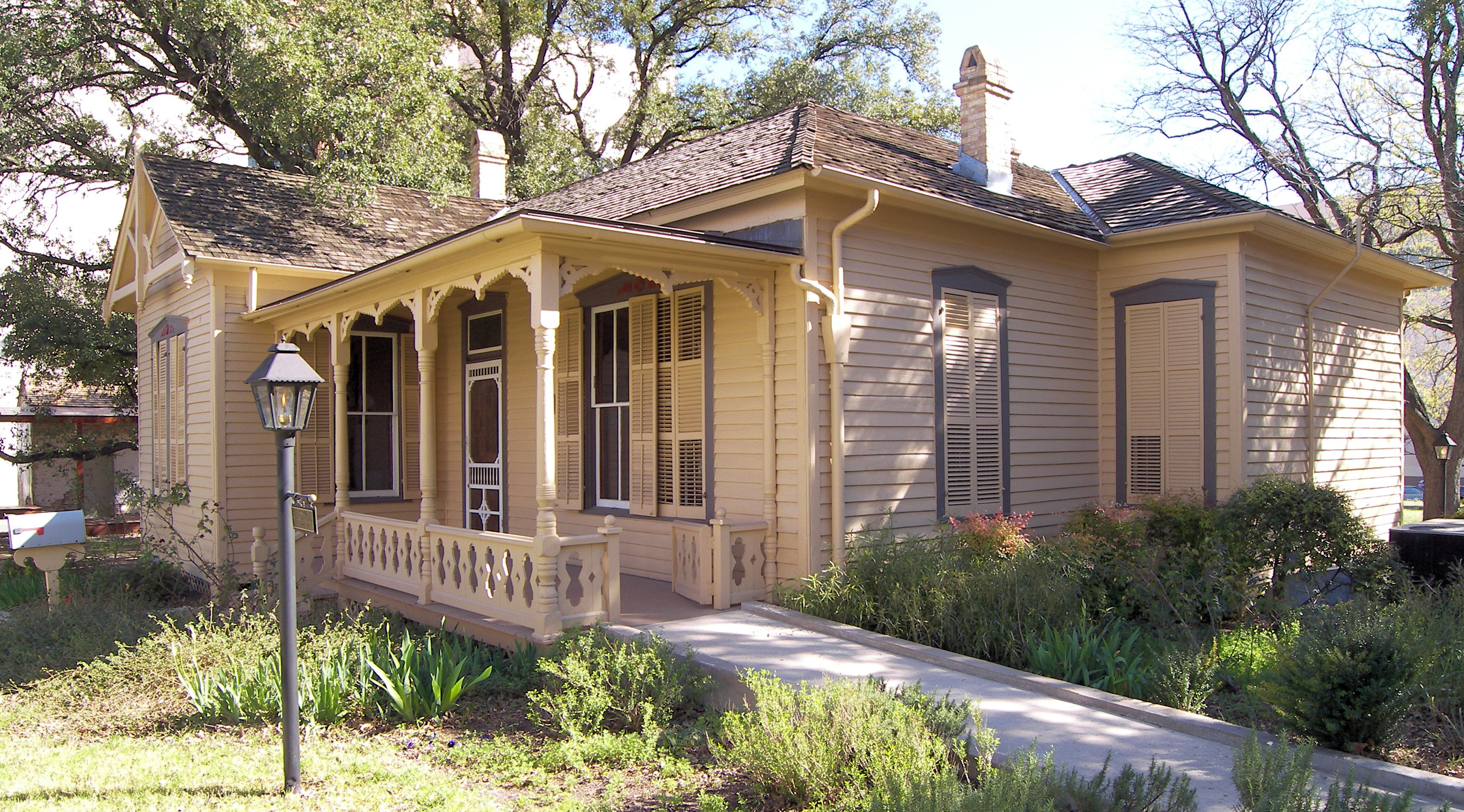
متحف أو هنري
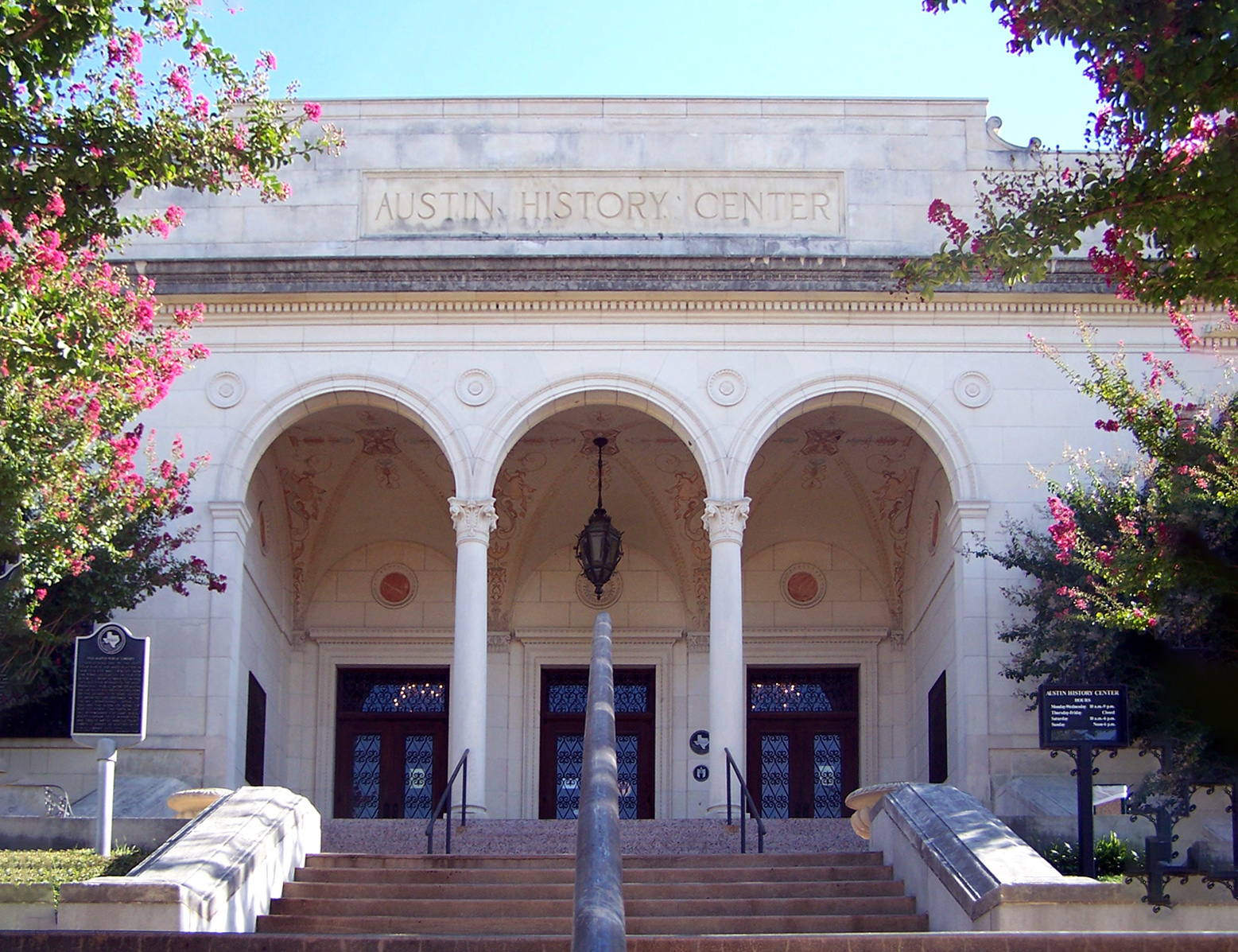
مركز تاريخ أوستن
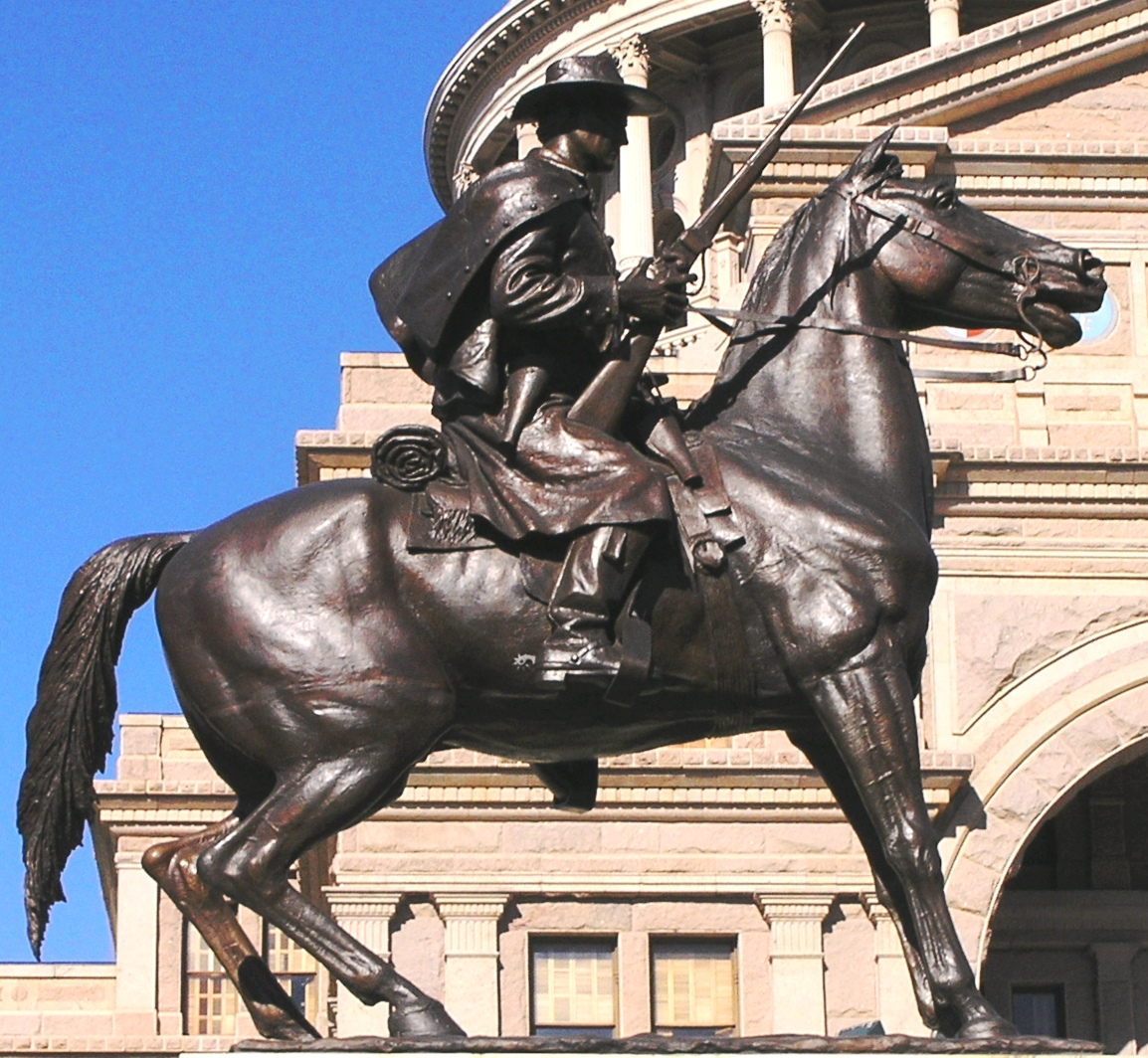
تمثال أمام كابيتول ولاية تكساس
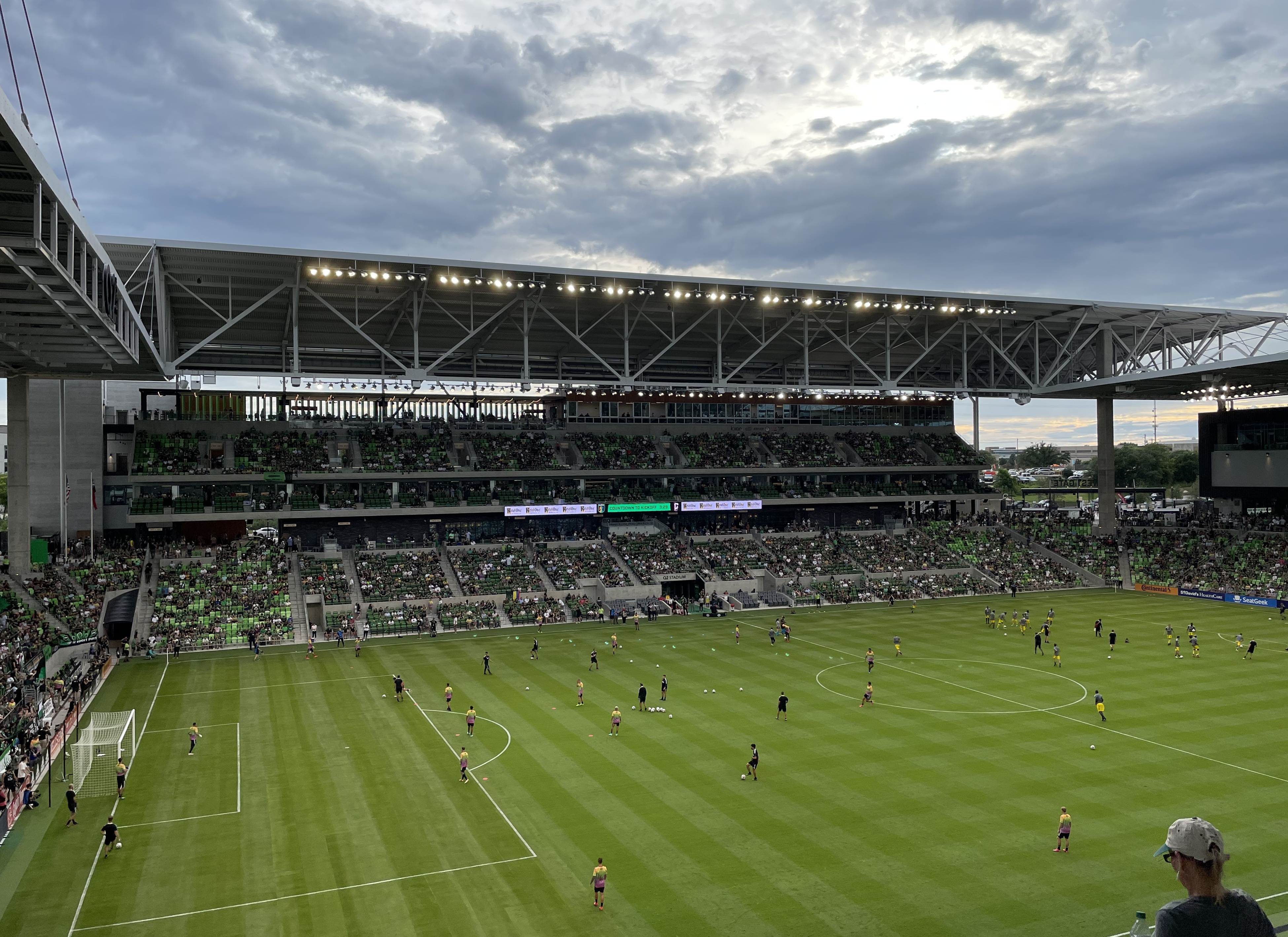
ستاد Q2

## وصلات خارجية
- الموقع الرسمي